# Кемппайнен, Йоонас
Йоонас Ке́мппайнен (фин. Joonas Kemppainen; род. 7 апреля 1988, Каяани, Финляндия) — финский хоккеист, центральный нападающий клуба «Кярпят».

## Биография
Йоонас Кемппайнен — воспитанник хоккейного клуба «Каяани Хокки». В молодёжных чемпионатах Финляндии выступал за «Эссят». Со взрослой командой Йоонас подписал контракт в 2006 году.. Дебютировал в СМ-Лиге 24 октября 2006 года в матче против команды ХПК. В сезоне 2007/08 выступал и за «Эссят», и за клуб Местиса «Юкурит». В апреле 2008 года было объявлено, что хоккейный клуб ХПК подписывает двухлетний контракт с Йоонасом Кемппайненом. В сезоне 2008/09 Йоонас за 54 матча набрал 22 очка, а в сезоне 2009/10, набрав 26, вместе с клубом стал серебряным призёром чемпионата. В 2010 году Кемппайнен подписал контракт с «Кярпят» на три года. Впервые выступил на чемпионате мира по хоккею с шайбой в 2015 году. В том же году подписал двухсторонний контракт с командой НХЛ «Бостон Брюинз» сроком на один год.

## Статистика
| Легенда | Легенда                    | Легенда | Легенда                   | Легенда | Легенда    |
| ------- | -------------------------- | ------- | ------------------------- | ------- | ---------- |
| И       | Количество проведённых игр | Штр     | Штрафное время            | +/−     | Плюс-минус |
| Г       | Голы                       | П       | Голевые передачи          | О       | Очки       |
| -       | Статистика неизвестна      | —       | Статистика не учитывалась |         |            |